# NASCAR 98
NASCAR 98 est un jeu vidéo de course NASCAR sorti en 1997 sur PlayStation et Saturn.
Le jeu est développé par Stormfront Studios et édité par EA Sports. Il s'agit du premier titre NASCAR d'Electronic Arts. Un an plus tard, Stormfront développe NASCAR 99, un titre très similaire.

## Véhicules jouables
- Chevrolet Monte Carlo NASCAR
- Ford Thunderbird NASCAR
- Pontiac Grand Prix NASCAR